# Ein General
In seinem Buch Ein General (The General, 1936) schildert Cecil Scott Forester das Leben des britischen Soldaten Herbert Curzon, der im Burenkrieg durch Zufall eine Schlacht gewinnt, dann neun langweilige Jahre in einem Kavallerieregiment verbringt, um schließlich 1914 im Ersten Weltkrieg zu kämpfen. Dort gerät er in die mörderischen ersten Schlachten, bekommt das Kommando über eine Brigade, weil er mutig ist und überlebt hat. Von 1915 bis 1918 nimmt er als Kommandeur an den Materialschlachten an der Somme teil und wird schließlich während der deutschen Frühjahrsoffensive 1918 verwundet.